# Kvitterplatsen
Kvitterplatsen i Ronneby är en teaterscen för friluftsteater och liknande evenemang. Scenen ligger i Brunnsparken vid Ronneby Brunn och uppfördes ursprungligen 1955. Byggnaden återuppbyggdes 2007 efter att den ursprungliga scenbyggnaden totalförstördets vid en brand.